# Нехвороща (Волынская область)
Нехворо́ща (укр. Нехвороща) — село в Зимневской сельской общине Владимирского района Волынской области Украины.
Население по переписи 2001 года составляло 239 человек. Почтовый индекс — 44761. Телефонный код — 3342. Занимает площадь 0,511 км².

## История
В 1946 году указом ПВС УССР село Бискупичи-Русские переименовано в Нехворощу.